# Ferik
Ferik – wieś w Armenii, w prowincji Armawir. W 2011 roku liczyła 310 mieszkańców.